# アストンマーティン・CC100
アストンマーティン・CC100（Aston Martin CC100 ）は、イギリスの自動車メーカーであるアストンマーティンが創立100周年を記念して製造したコンセプトカーである。
ニックネームは「DBR100」。

## 概要
CC100はアストンマーティン創立100周年を記念して製造されたモデルであり、2013年5月19日にニュルブルクリンクで開催されたADACチューリッヒ24時間レースで発表された。北コースでのパレードランも行われ、ウルリッヒ・ベッツ博士の運転で走行した。パレードランにはDBR1も参加し、1959年にニュルブルクリンク1000kmレースで優勝した際にもドライバーを務めていたスターリング・モス卿が運転した。
CC100は6速シーケンシャルマニュアルトランスミッションと自然吸気V12エンジンを搭載し、最高速度290km/h (180マイル)、0-100km/hは4秒以下と公表されている。
CC100は2013年と2015年の2回、グッドウッド・フェスティバル・オブ・スピードに登場し、2013年にはシルバーにイエローのラインの個体が、2015年にはブルーのラインの個体が登場した。

## デザイン
CC100はDBR1にインスピレーションを得てデザインされた。マイルス・ニュルンベルガーによって設計され、アストンマーティンのVHプラットフォームにカーボンファイバー製ボディが搭載されている。ボディはゲイドンにあるアストンマーティン本社で設計及び製造が行われた。CC100は2台のみ製造され、2台とも販売されている。

## 参照
1. 1 2  https://www.telegraph.co.uk/motoring/car-manufacturers/aston-martin/10069433/Aston-Martins-CC100-Speedster-Concept.html
2. ↑  https://www.hakko-group.co.jp/100cc100/
3. ↑  https://openers.jp/car/car_news/17942
4. ↑  https://www.caranddriver.com/news/a15115491/aston-martin-cc100-speedster-concept-photos-and-info-news/
5. ↑  https://www.carmagazine.co.uk/car-news/first-official-pictures/aston-martin/aston-martin-cc100-speedster-2013-first-official-pictures/